# Cutral Co
Cutral Co (más írásmóddal: Cutral Có) egy kisváros Argentína Neuquén tartományában. Gazdaságának húzóágazata az olajkitermelés és az olajipar. Neve a mapucse nyelvből származik, jelentése „a tűz vize”.

## Földrajz
A város Argentína középső részén, Neuquén tartomány Confluencia megyéjében található, a megye nyugati részén, a székhelytől, Neuquéntől (amellyel a 22-es főút köti össze) mintegy 100 km távolságra. Nyugati felén egybeépült Plaza Huincul városával. Cutral Cót nagyrészt kietlen, száraz pusztaság veszi körül, bár egy időszakos vízfolyás keresztülszeli a várost. A település utcahálózata nagyrészt szabályos, négyzetrácsos.

## Története
Cutral Co helyén a 19. században még nem létezett település. Az 1876-os, a térséget „meghódító” hadjárat után létesült itt egy pihenőállomás, amelyet az Andok és a keletebbre található völgy között lóval közlekedő utasok vehettek igénybe. Miután a térségben olajlelőhelyet tártak fel, 1915-ben megérkezett a vasút az 1294-es kilométerhez, ahová a Yacimientos Petrolíferos Fiscales (YPF) cég első kútjának fúrásához szükséges felszereléseket szállította. Az itteni első települést is ez a cég alapította 1918. szeptember 13-án, méghozzá munkásai számára. A vasútállomást 1921. november 20-án avatták fel. Az első település azonban nem Cutral Co volt, ezen város alapítási évének 1933-at tekintik. Korábban a nem hivatalos néven Barrio Peligrosónak nevezett (jelentése: „veszélyes városrész”) lakóterület áll a helyén, ami akkor vált önállóvá, amikor 1933. október 22-én Neuquén terület kormányzója, Carlos H. Rodríguez ezredes letette a település alapkövét. A későbbi időkben a város egy ideig az Eva Perón nevet is viselte.
A következő évtizedekben a városok élete az olajipar körül forgott, amikor pedig 1992-ben privatizálták az YPF céget, rengetegen vesztették el munkahelyüket.

## Turizmus, látnivalók
A város nem mondható turisztikai célpontnak. Fő látnivalója a Plaza Huincullal közös Carmen Funes múzeum, ahol történelmi és őslénytani emlékeket állítottak ki, köztük a hatalmas méretű növényevő dinoszaurusz, az Argentinosaurus huinculensis maradványait.

## Képek

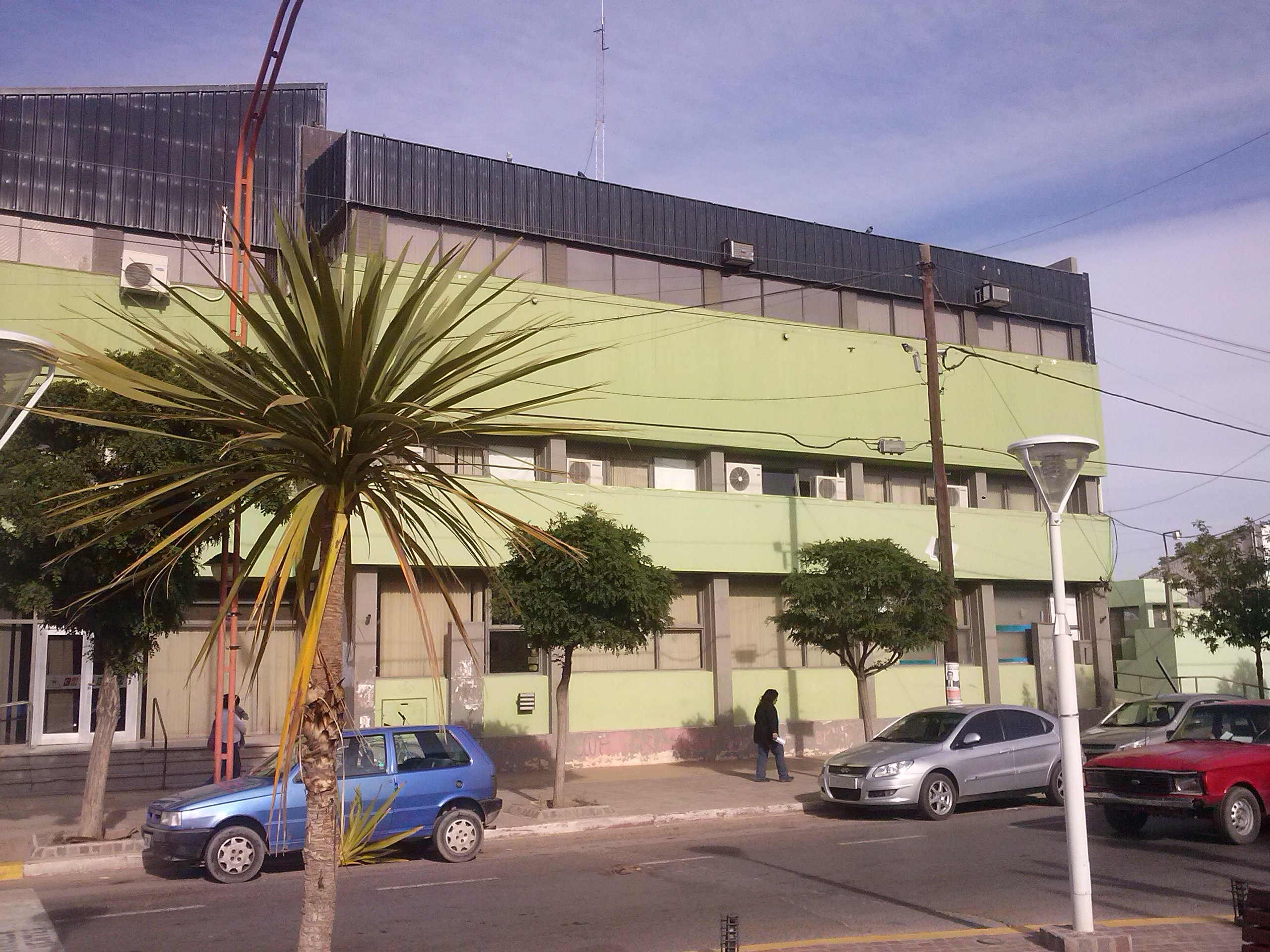
A városháza
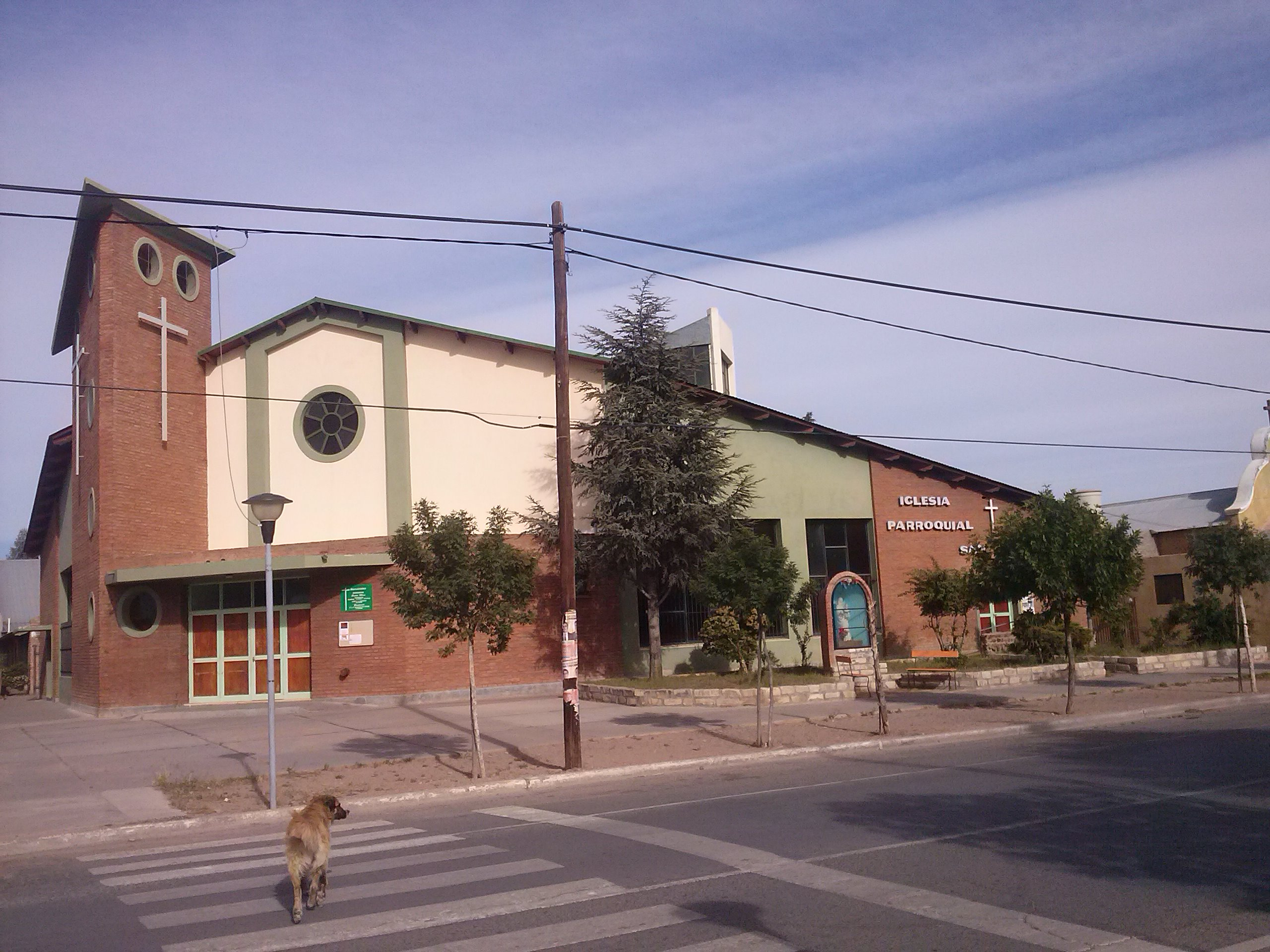
Katolikus templom
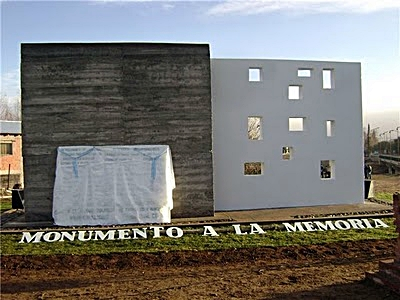
Falkland-szigetek-emlékmű